# Bannes, Mayenne
Bannes är en kommun i departementet Mayenne i regionen Pays de la Loire i nordvästra Frankrike. Kommunen ligger i kantonen Meslay-du-Maine som tillhör arrondissementet Laval. År 2022 hade Bannes 119 invånare.

## Befolkningsutveckling
Antalet invånare i kommunen Bannes
| Referens: INSEE |